# Oligodon huahin
Oligodon huahin er en Kukri Slange art i slægten Oligodon (Fitzinger, 1826). Arten blev opdaget for første gang i december, 2016, den blev derefter beskrevet i en artikl, som blev publiceret den 13. juli 2017 og O. huahin blev accepteret som en egen art.

## Fylogeni
Oligodon huahin er medlem af slægten Oligodon, en slægt som er almindelig over hele tropisk Asien. Slægten Oligodon inkluderer nu ca. 75 arter globalt, som bredt strækker sig gennem Asien. Den tilhører familien «Colubridae», en familie som har en art på hvert eneste kontinent bortset fra Antarktis.

## Etymologi
Det specifikke videnskabelige tilnavn er et uforanderlig (dvs. et artsnavn givet kan ikke forandres, kun slægt/genera kan forandres, hvis det viser sig, at en art tilhører en anden slægt ved nyere forskning og den vil da overføres til den nye slægt, dvs. artsnavnet "huahin" er uforanderlig) substantiv til ære for det administrative distrikt, hvor typelokaliteten ligger og for dens hovedby, Hua Hin. De følgende lokale navne er foreslået: "Hua Hin Kukri Snake" (engelsk)], "Ngu Ngod Hua Hin" «งูคุดหัวหิน»/«งูงอดหัวหิน», "Ngu Peekeaw Hua Hin" «งูปี่แก้วหัวหิน» eller "Ngu Peekeaw Lai Hua Hin" «งูปี่แก้วลายหัวหิน» (thai), "Oligodon de Hua Hin" (fransk), "Hua Hin Kukrinatter" (tysk) og "Hua Hin Kukri Slange" (norsk).

## Tilholdssted, opførsel og økologi
Tilholdsstedet, opførslen og økologien for denne art er lidt kendt, selv om alle eksemplarerne som blev brugt til artsbeskrivelsen, blev fundet i blandet skov, mest bambus, er arten mest sandsynlig også at finde i andre typer af skove og højder. Baseret på data fra andre medlemmer af slægten Oligodon, er O. huahin også trolig ovipari (en æglægger). Arten er aktiv i skumringstid og nat.

## Beskrivelse
Den er karakteriseres efter den maksimale kendte «Snout-Vent-Length» (Længde fra snude til enden af analpladen) på 485,8 mm; 6 maxillaris tænder hvor de 2 bageste er forstørret; 17-17-15 eller 17-15-15 rygskælrader (antal rader med rygskæl som er talt op fra første skæl efter ventral underside til sidste skæl før ventral underside på modsatte side, 3 steder på slangekroppen: "én hovedlængde bag hovedet, rundt midt på kroppen og én hovedlængde foran analpladen" hoved-midtkrop-anal. 17-15-15 var antallet på kun et av de 7 eksemplarer, som blev studeret, 17-17-15 er det mest almindelige og 17-15-15 er også sjældent); 166–173 ventrale skæl og 35–41 haleskel i hanner; en singel analplade; dybt forgrenet hemipenes som mangler pigger og papiller, strækker sig in situ til det 14. haleskæl ; svag til nærmest utydelig ryghvirvelstribe, paravertebralstribe og sidelængs striber; ingen rygflækker, haleflækker eller krydsmærker; og en jævn elefenbensfarvet ventral, som mangler under-rektangulære or firkantede mærker.

## Udbredelse
Oligodon huahin er kun kendt fra 7 levende eksemplarer fundet i typelokalitetet, indenfor et område på ca. 1000 m2, og derfor er artsdistribution lidt kendt. Det må nævnes, at et ferskt, dødt 8. eksemplar senere blev fundet ca. 12 km (luftlinje) fra typelokalitetet i anden type skov og højde. Dette eksemplaret var ca. 50 mm længere end det største brugte i artsbeskrivelsen. Holotypen og paratypene blev alle funnet i Hua Hin distriktet, Prachuap Khiri Khan provinsen, Thailand. Arten regnes nu som endemisk for Hua Hin distriktet, da arten kun er observeret der.

## Bevaring
Det er ingen kendte trusler for denne art andet end skovbrug og rovdyr. Skovområdet, hvor disse eksemplarer blev fundet, er ikke under nogen kendt beskyttelse.
Arten er sat til "DD" «Data defcient» (Data mangler), men den er antagelig "LC" «Least concern» (Livskraftig) baseret på observationer og undersøgelser, jf. IUCNs rødliste for status.